# Gilzem
Gilzem in der Eifel ist eine Ortsgemeinde im Eifelkreis Bitburg-Prüm in Rheinland-Pfalz. Sie gehört der Verbandsgemeinde Südeifel an.

## Geographie

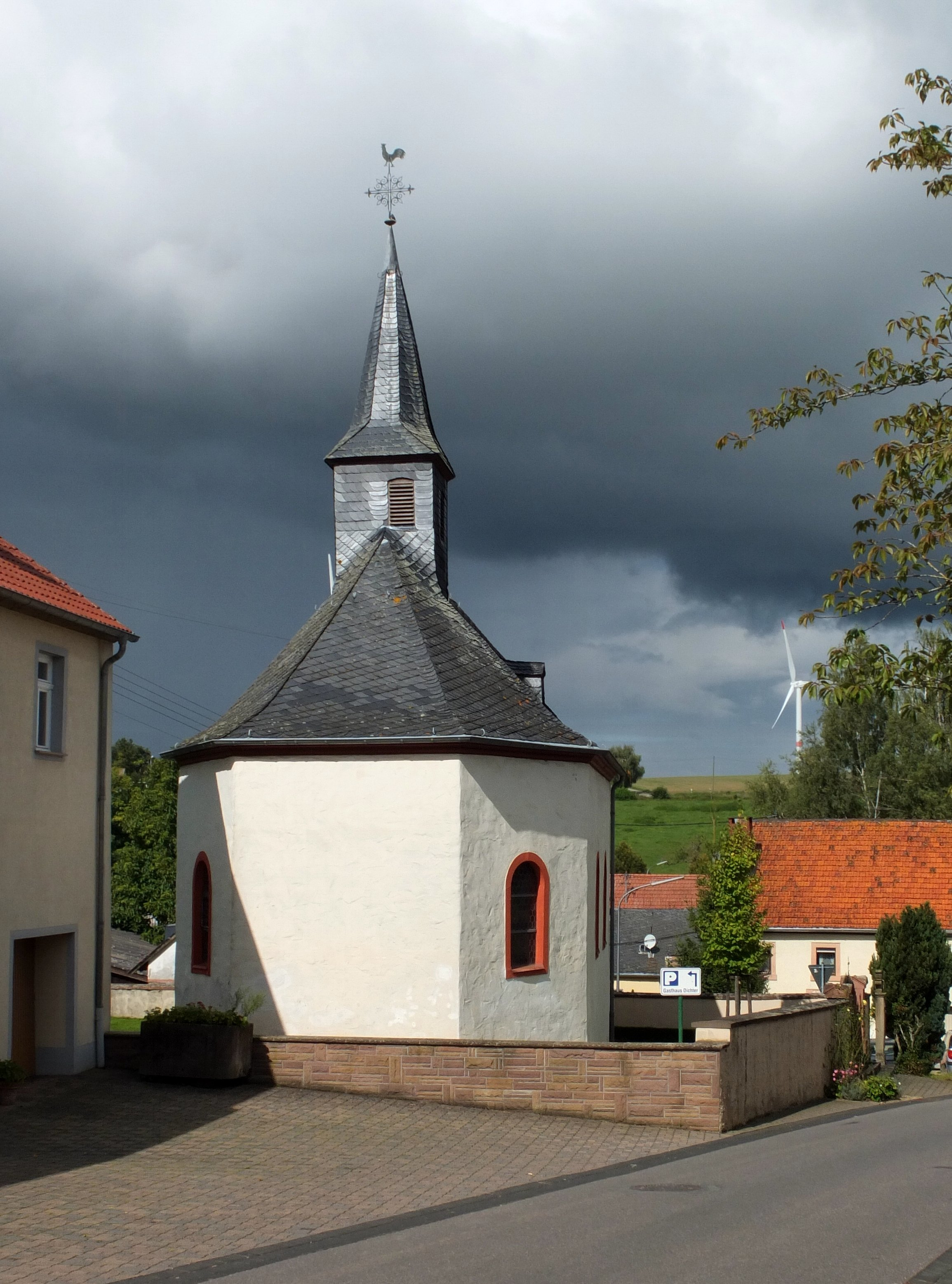
Kapelle St. Johannes

Gilzem befindet sich in der Südeifel, rund 12 Kilometer südlich von Bitburg und rund 17 Kilometer nördlich von Trier. Zur Gemeinde gehören auch die Wohnplätze Kleebornerhof und Weinsfelderhof.
Nachbarorte von Gilzem sind die Ortsgemeinden Meckel im Norden, Idenheim im Nordosten, Idesheim im Osten, Welschbillig im Südosten, Eisenach im Südwesten und Kaschenbach im Nordwesten.

## Geschichte
Gilzem wurde erstmals im Jahre 1212 in einer Urkunde des Trierer Erzbischofs Johann I. unter dem Namen „Gelime“ erwähnt, in welcher er dem Stift zu Pfalzel Einkünfte aus Gilzem vermachte. In späteren Urkunden wird der Ort auch „Gelisheim“ und „Geilsheim“ genannt.
Bis zum Ende des 18. Jahrhunderts gehörte Gilzem zum kurtrierischen Amt Welschbillig. Die Inbesitznahme des Linken Rheinufers durch französische Revolutionstruppen beendete die alte Ordnung. Der Ort wurde Teil der Französischen Republik (bis 1804) und anschließend des Französischen Kaiserreichs. Verwaltungsmäßig wurde Gilzem dem Kanton Pfalzel im Arrondissement Trier des Saardepartements zugeordnet. Nach der Niederlage Napoleons kam der Ort aufgrund der 1815 auf dem Wiener Kongress getroffenen Vereinbarungen zum Königreich Preußen und gehörte nun zur Bürgermeisterei (ab 1927 Amt) Welschbillig im Landkreis Trier des Regierungsbezirks Trier, der 1822 Teil der neu gebildeten preußischen Rheinprovinz wurde.
Als Folge des Ersten Weltkriegs war die gesamte Region dem französischen Abschnitt der Alliierten Rheinlandbesetzung zugeordnet. Nach dem Zweiten Weltkrieg wurde die Gemeinde innerhalb der französischen Besatzungszone Teil des damals neu gebildeten Landes Rheinland-Pfalz.
Bis zum 7. November 1970 gehörte Gilzem zum 1969 entstandenen Landkreis Trier-Saarburg und wurde in den mit gleichem Datum neu gebildeten Landkreises Bitburg-Prüm eingegliedert.
Statistik zur Einwohnerentwicklung
Die Entwicklung der Einwohnerzahl von Gilzem, die Werte von 1871 bis 1987 beruhen auf Volkszählungen:
| Jahr | Einwohner |
| ---- | --------- |
| 1815 | 205       |
| 1835 | 266       |
| 1871 | 299       |
| 1905 | 346       |
| 1939 | 366       |
| 1950 | 363       |
| 1961 | 356       |

| Jahr | Einwohner |
| ---- | --------- |
| 1970 | 379       |
| 1987 | 353       |
| 2005 | 413       |
| 2011 | 430       |
| 2017 | 427       |
| 2023 | 424       |

## Politik

### Gemeinderat
Der Gemeinderat in Gilzem besteht aus acht Ratsmitgliedern, die bei der Kommunalwahl am 9. Juni 2024 in einer Mehrheitswahl gewählt wurden, und der ehrenamtlichen Ortsbürgermeisterin als Vorsitzender.

### Bürgermeister
Rita Wirtz-Fey wurde am 17. Juli 2024 Ortsbürgermeisterin von Gilzem. Bei der Direktwahl am 9. Juni 2024 hatte sie sich mit einem Stimmenanteil von 81,4 % gegen eine Mitbewerberin durchgesetzt.
Wirtz-Feys Vorgängerin Martina Thies hatte das Amt am 7. Juli 2014 übernommen und kandidierte 2024 nicht erneut als Ortsbürgermeisterin. Zuvor waren Mario Bisdorf, der das Amt fünf Jahre ausgeübt, 2014 aber nicht erneut angetreten war, und für 15 Jahre Jakob Schmitt Ortsbürgermeister von Gilzem.

### Wappen
| Wappen von Gilzem | Blasonierung: „In Silber, geteilt durch eine mit vier goldenen Ähren belegte rote schräglinke Leiste, vorn ein schwebendes, geschliffenes rotes Kreuz, hinten ein auffliegender roter Vogel.“ |
| Wappen von Gilzem | Wappenbegründung: Aus den Jahren 1721 und 1785 liegen Abdrucke bzw. ein Original zweier Schöffensiegel des domkapitularischen Grundgerichts vor. Beide Exemplare zeigen einen Vogel und Getreideähren. Diese Elemente wurde in das Ortswappen übernommen. Gilzem gehörte mehr als fünfhundert Jahre zum Kurfürstentum Trier. Das rote kurtrierische Kreuz wurde wegen des langjährigen Besitztums in das Wappen aufgenommen. |

## Verkehr
In Gilzem kreuzen sich die beiden Kreisstraßen K 25 und K 95.

## Ehrenbürger
- 10. November 2018: Jakob Schmitt (* 1938) anlässlich seines 80. Geburtstags für seine langjährigen Verdienste in Ehrenämtern auf kommunaler Ebene und in den Vereinen.[11]

## Interessantes
1987 wurde in Gilzem ein 436 g schwerer Meteorit gefunden.